# Hofburg (Innsbruck)

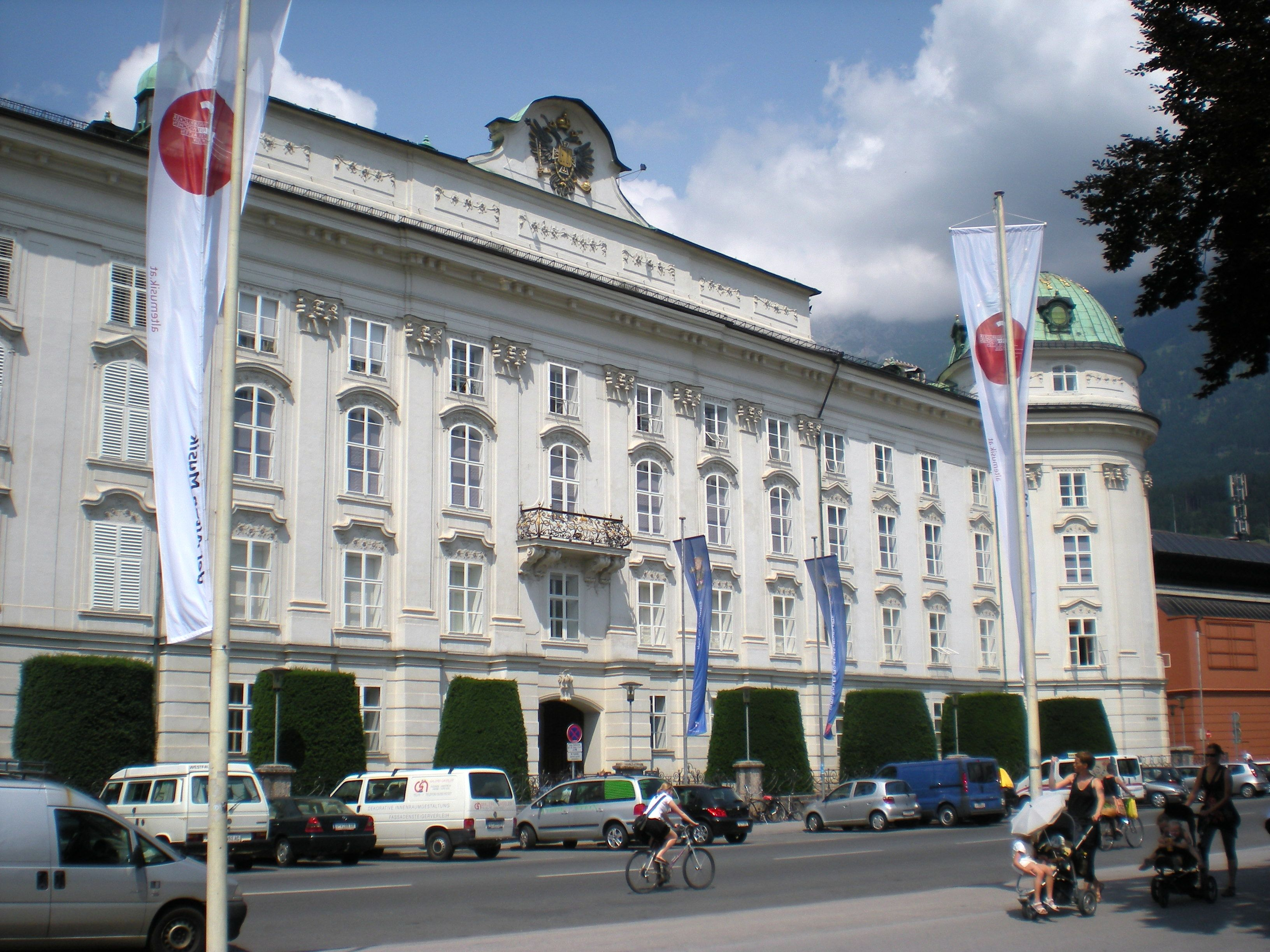
Hofburg, faţada dinspre Rennweg

Castelul Hofburg din Innsbruck a fost reședința principilor tirolezi și apoi a familiei imperiale habsburgice. 

## Istoric
Istoria castelului Hofburg din Innsbruck este foarte veche. Arhiducele Sigismund, Conte de Tirol (1439-1490), a simțit nevoia să fortifice orașul Innsbruck și a construit inițial un castel medieval. Succesorul său, regele germanilor și viitorul împărat Maximilian I (1493-1519), a extins clădirea. Împărăteasa Maria Terezia (care a domnit în anii 1740–1780) a poruncit reconstruirea castelului în stilul rococo, aflat pe atunci la modă la Curtea din Viena. Aspectul actual al clădirii datează de la sfârșitul secolului al XVIII-lea.
Maria Tereza a fost doar de două ori la Innsbruck, prima dată în tranzit în 1739 și a doua oară în 1765 pentru nunta fiului ei Leopold al II-lea cu prințesa Maria Ludovica. În amintirea acestei nunți a fost construit Arcul de Triumf aflat la capătul străzii Maria-Theresien-Straße. Fericitul eveniment al căsătoriei a fost umbrit de moartea la 18 august 1765 a soțului împărătesei, Franz Stephan von Lothringen. Camera în care a murit împăratul a fost transformată din ordinul împărătesei într-o capelă a palatului. Maria Tereza a dispus să se construiască o mănăstire de călugărițe provenite din familiile nobiliare, care să se roage pentru împărat decedat.
În prezent, Hofburg este proprietatea statului și locul unde au loc expoziții și conferințe. Vizitatorii pot să viziteze următoarele încăperi: sala principală (sala de bal) în care sunt expuse portrete ale copiilor Mariei Tereza și ale soțului ei, apartamentele imperiale, capela etc. De castelul Hofburg aparține și grădina Hofgarten, aflată în partea diagonal opusă.

## Imagini

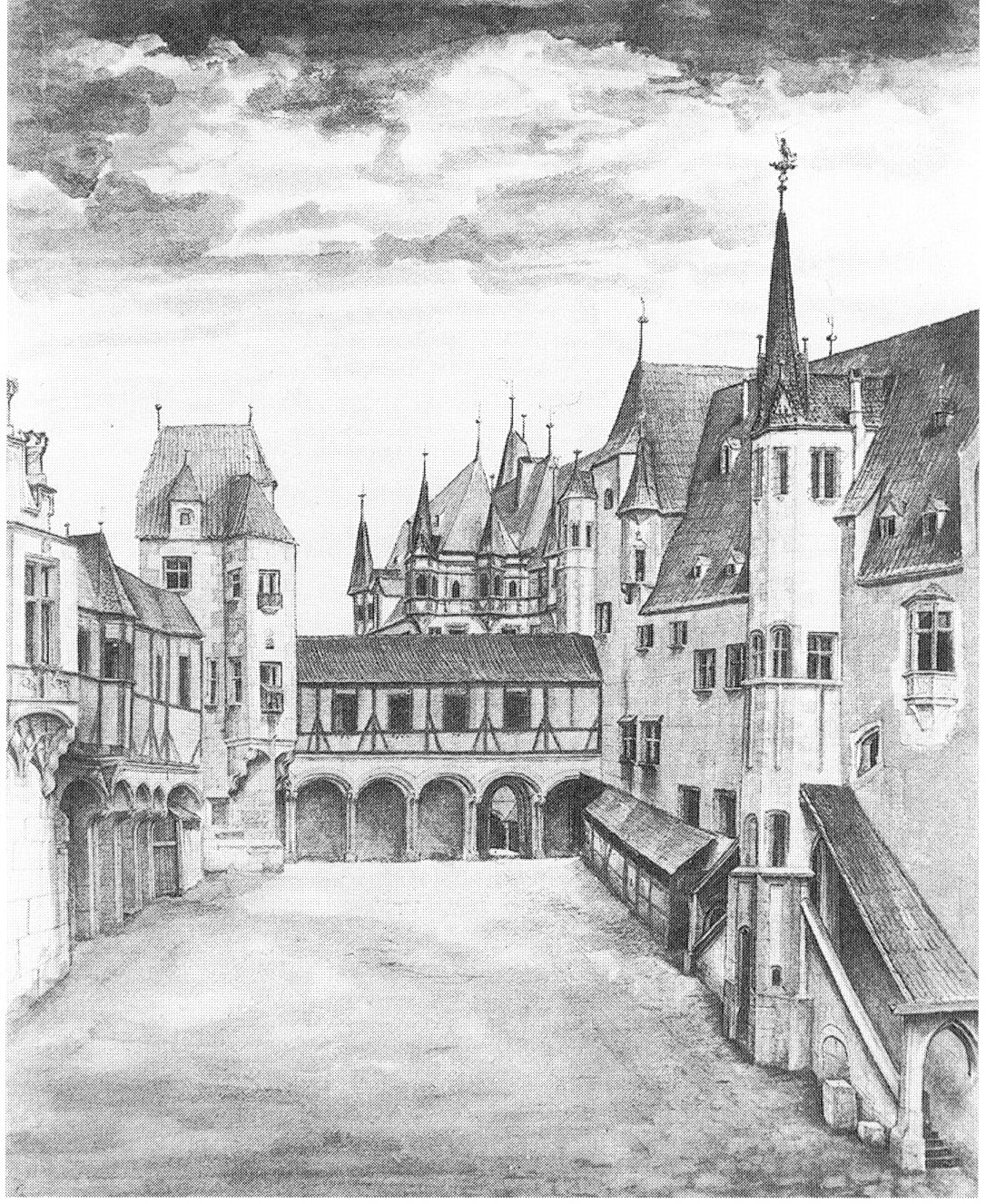
Hofburg - pictură de Albrecht Dürer
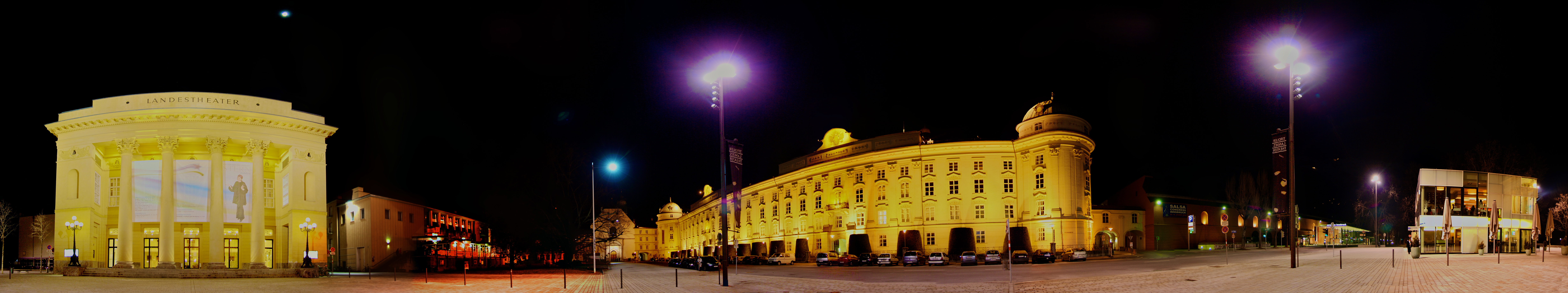
Hofburg şi Teatrul statal văzute noaptea - panoramă de 360°
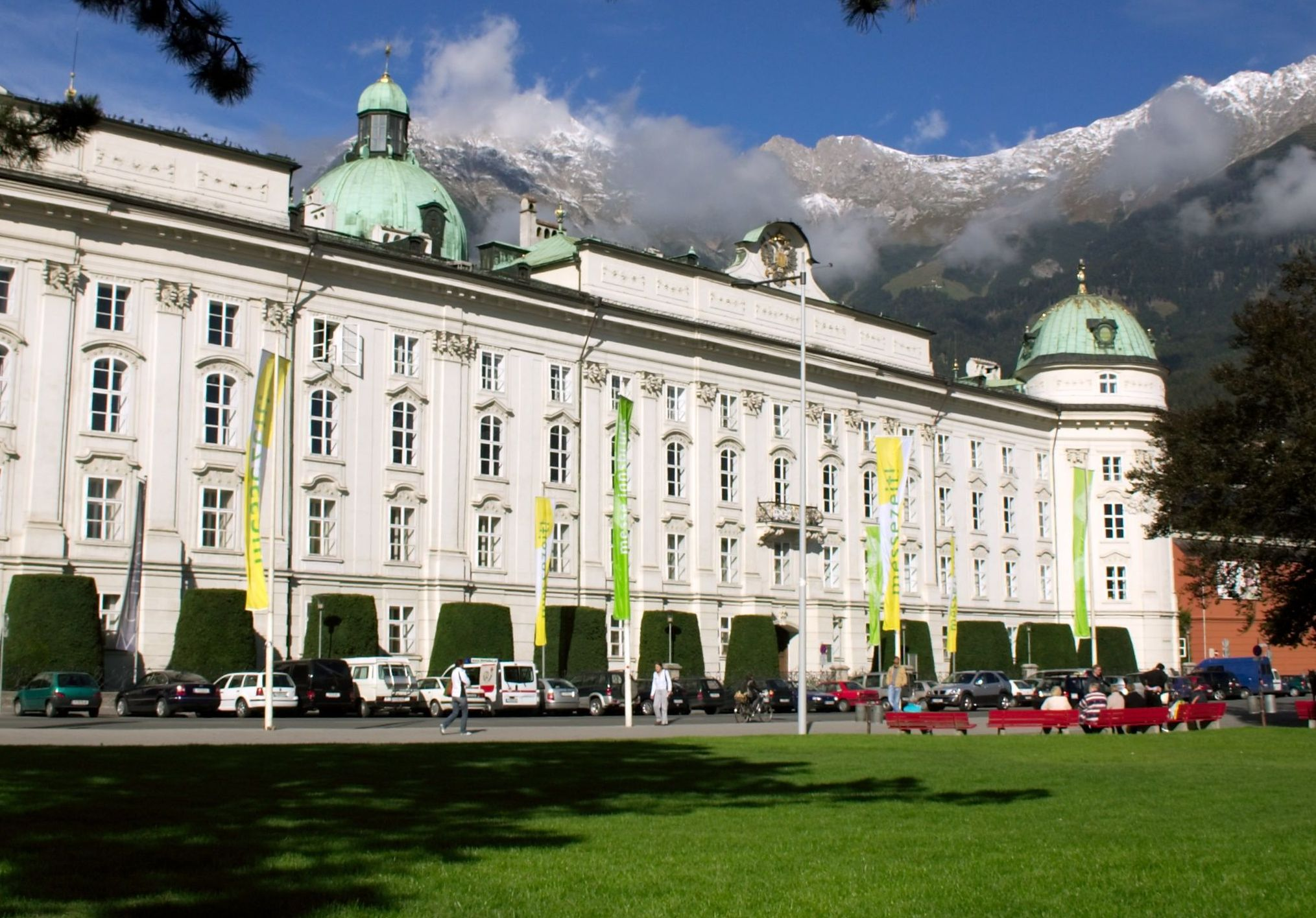
Hofburg din Innsbruck
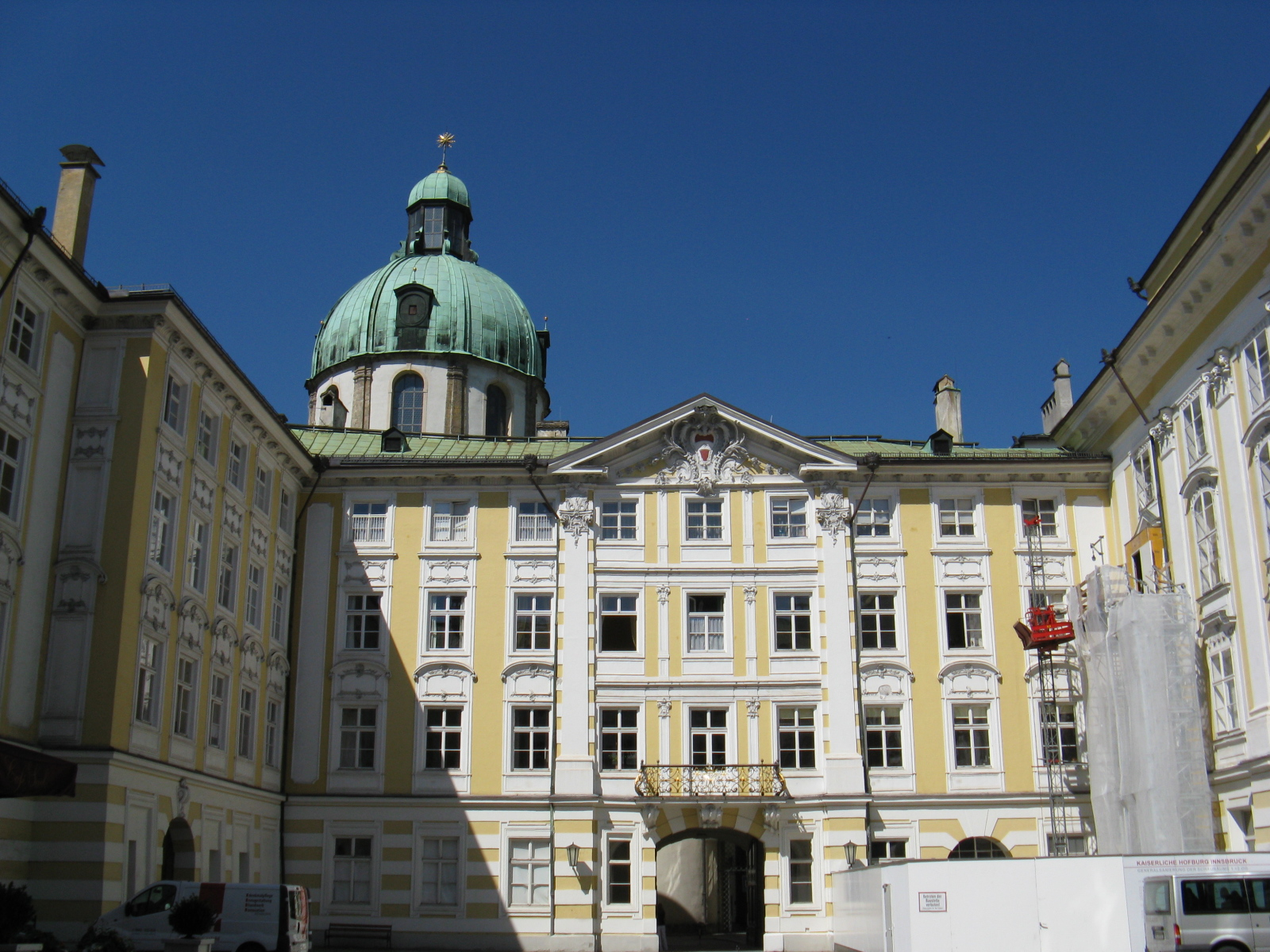
Curtea interioară
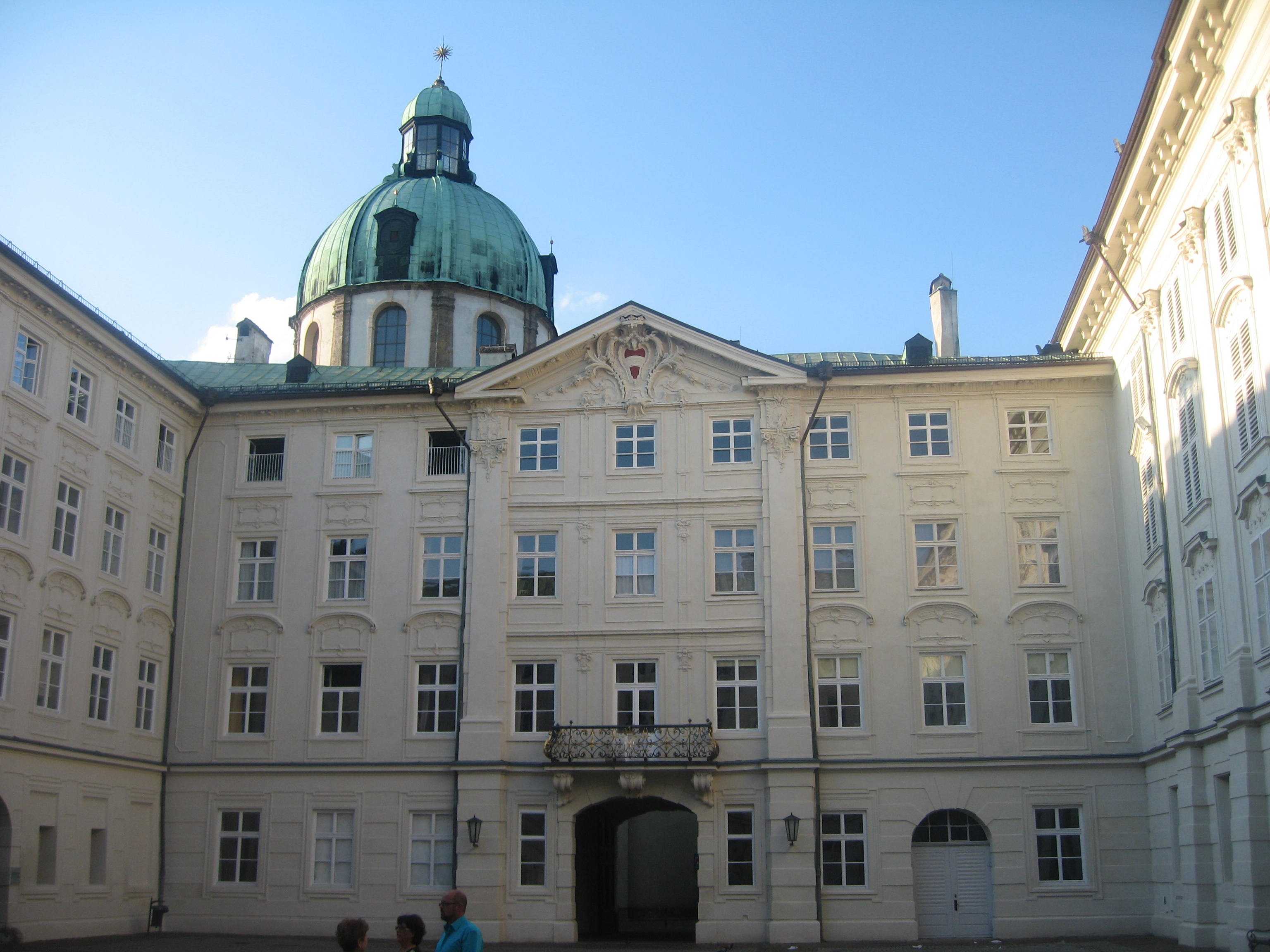
Curtea interioară